# ベネリ・ノヴァ
ベネリ・ノヴァ（英: Benelli Nova）は、イタリアのベネリ社が狩猟用、自己防衛用として開発した、ポンプアクション方式散弾銃である。革新的な特徴として、スチール及び、強化ポリマー製の一体型レシーバーとショルダーストックを備えている。

## 技術概要
本銃全体としては、主要モデルが二つ、そして派生モデルが一つ存在する。

### ハンティング
銃身及び、サイトを交換可能な狩猟用、トラップ/スキート射撃用モデル。仕上げはマットフィニッシュ、もしくはカモフラージュフィニッシュとなっており、ポリマーでコーティングされたレシーバーとストックにより、作動機構と銃身には独自のコーティングが施されているため、他の成分を通さないとされている。又、銃身はライフルドボア、もしくはスムースボアで、長さは通常24、26、28インチのバリエーションがある。チョークに関しては5種類の物に交換が出来、それ自体も改良されたインターナルフルチョークとして販売されており、拡張用アフターマーケットチョークも使用出来る様になっている。

### タクティカル
自己防衛用モデル。ハンティングよりも短い18.5インチの銃身とゴーストリングリアサイトを備えており、ハンティングよりも素早く簡単に操作出来る様になっている。バレルはスムースボアとなっており、チョークを交換出来る様にはなっていないため、ハンティングと比較すると汎用性は低く、長距離の精度にも劣る。僅かに仕様が異なるH2Oノヴァも存在し、このモデルは仕上げがニッケルフィニッシュとなっており、又、使用可能な弾薬も12ゲージ弾のみである。

### スーパー・ノヴァ
多くの反動低減機能を持ち、ピストルグリップと交換可能なショルダーストックを備えたモデル。

## 共通の仕様
- 合成素材製の耐湿性を備えたショルダーストックとレシーバーカバー。
- クロスボルトセーフティ。
- 延長マガジン：必要に応じて7発まで装弾数を増加させる事が可能（2.75インチショットシェルの12ゲージ弾の場合）。
- 3.5インチチャンバー：装填する弾薬が2.75インチショットシェルの場合でも、3インチ、3.5インチショットシェルの場合でも確実に安定して装填出来る様に余裕のある容積となっている。
- リコイルリデューサー（反動減速機）：オプションとして付属するマーキュリーリコイルユニットをストック内部にブラケットを介して取り付ける事で、射撃時の衝撃が拡散する時間が長くなり、これによって体感反動が軽減する。
- オプショナルトリチウムサイト：戦術部隊向けに視認性の高いトリチウムサイトが備わっている。
- チャンバーエンプティーボタン：チューブマガジンから追加されたシェル（弾薬）をフォアエンドを解放する事なく、未発射のシェルをアンロードする事が可能となっており、これは使用者が異なるタイプの弾薬（例えば、より長距離のターゲットを攻撃するためのスラッグ弾等）を選ぶ必要のある、所謂『スラッグセレクト』ドリルにおいて使用者がこの訓練を繰り返す事に非常に便利である。チャンバーシェルは排莢されるが、マガジンに別のシェルは装填せず、その次に使用者が希望するシェルをチャンバーに入れる事で、アクションを閉じる様になっている。この機能を持たない他のショットガンでは、マガジンがいっぱいの場合、使用者がまずショットガンで一発射撃してからチャンバーに弾薬を入れ、マガジン内にスペースを空けてから、使用するシェルをマガジンに挿入し、アクションを再度稼動させる必要があるため、二つのシェルが不必要に排莢される事となってしまう。

## リコイルリデューサー
付属の内部減速機で、これを使用しない場合の射撃時の反動は、強力な3.5インチショットシェルを使用すると本銃自体がコンポジット/スチール製で軽量であるために非常に強烈である。そこで軽量な本銃は高速で重い荷重を得る事で重い反動に対して効果を得る事が出来る様になっている。前述の通り、このリコイルリデューサーは、体感反動を軽減するのに役立ち、射手はより早い次弾発射が可能となる。リコイルリデューサーはオプションであるため、ベネリのディーラーまたは一般的なショットガンWebサイトから個別に購入するか、元の販売/注文に組み込む必要があります（リコイルリデューサーは全てのベネリ・スーパーノヴァで標準装備となっている）。
このリコイルリデューサーは、バットストックコンパートメントを介してストックに接続する装置、およびリコイルユニットに挿入される水銀の二つで構成されている。

## 登場作品
小説
『黙示の島』
佐藤大輔の小説。異常な状態に陥って殺し合いを始めた鼎（かなえ）島の住民に対し、ミリタリーオタクの財津忠之が使用する。元は忠之の祖父、君三郎から借りたもので、法律の規制に合わせて装弾数を減らすために弾倉に嵌められていたインナーは、忠之の手で取り外されている。